# Jean-Philippe Vidal
Jean-Philippe Vidal est un chef d’orchestre (Côte Ouest Big Band), clarinettiste, saxophoniste, arrangeur et compositeur français né à Nantes le 23 octobre 1958. Il est également producteur d’émissions de Jazz à la radio (Quand ça balance !), directeur du festival Les Nuits du Jazz, fondateur de l'Académie du Jazz de l’Ouest (AJO), historien et critique de Jazz spécialisé dans l’histoire du big band et du jazz vocal.

## Biographie
À sept ans, Jean-Philippe Vidal entre en classe de clarinette au conservatoire de Nantes, puis, à quatorze ans, commence par lui-même l’apprentissage du saxophone. Il crée en 1976 Le Jazz Pott, un quartette avec Maryvonne Robin au piano, Loïc Robin à la contrebasse et Roland Labbé à la batterie.
En 1978, il entre dans le big band de Bob Dickson et participe également à de multiples formations dont par exemple les Salsifis Stompers (style new orleans), le Holy Twenties Orchestra (style Cotton Club). Parallèlement, il dirige de nombreux orchestres dont, entre autres, le Hylton Music Lovers (en hommage à Jack Hylton et aux orchestres des années 30) et les Sax Brothers (dans le style Supersax) puis, en 1981, il monte un nonette pour lequel il écrit tous les arrangements.
En 1982, l’orchestre de Bob Dickson est dissous et Jean-Philippe Vidal crée le Côte Ouest Big Band. Cette formation toujours très active aujourd'hui (festivals et concerts en France et à l’étranger) illustre le grand répertoire du Jazz dans ce qu’il a de meilleur. Le nom de l’orchestre est avant tout une référence au style west coast que Jean-Philippe Vidal et privilégie dans son répertoire grâce à des arrangements originaux dans la lignée de Bob Florence, Marty Paich, Bill Holman ou Don Sebesky…
En 1985 Jean-Philippe Vidal rencontre Veronika Rodriguez pour qui il crée de nombreuses compositions dont les plus célèbres sont Paris is you et Blueness of the Blues. Chanteuse attitrée du Côte Ouest Big Band, Veronika Rodriguez enregistre plusieurs albums accompagnée par la grande formation. À noter que Jean-Philippe et Veronika se produisent aussi régulièrement en quintet.
Par ailleurs, Jean-Philippe Vidal compose des musiques pour des films, des séries TV, des publicités (Prix du Magazine Stratégie de la meilleure musique 2006 pour "La Belle Literie"), et a, entre autres, arrangé pour Sacha Distel, Richard Jackson, Paula West, Claire Martin, Nancy Kelly, Thos Shipley, Michel Hausser, Colin Roy, Tony Marshall, Sweet System, Swing Voices, John Meyer, Peter King, Junior Mance, Uptown Vocal Jazz Quartet, Cynthia Scott, Bruce Adams…
Pour plus d'informations, consulter l'ouvrage de Philippe Hervouët, Down by the River Loire (S.N.E.R. 2007)

## Discographie sélective
- Sacrée Boulette (1986)
- Caloriswing (1988)
- Radio Days (1990)
- A Swinging Birthday (1992)
- Isn’t it romantic? (1993)
- ‘S Wonderful (1995)
- Jazz Invitation (1996)
- Crazy about the 50’s (1997)
- Sacha Distel, Veronika Rodriguez & Côte Ouest Big Band Live! (1997)
- Love Songs from Brazil (1999)
- Jazz Impressions (2001)
- Paris is you (2005)
- I Believe in Love! (2010)

## Distinctions
- Sociétaire professionnel de la SACEM (2007)
- Sociétaire définitif de la SACEM (2010).